# Piotr Dańkowski
Piotr Edward Dańkowski ps. Jordan (ur. 21 czerwca 1908 w Jordanowie, zm. zamordowany 3 kwietnia 1942 w Auschwitz) – błogosławiony, polski duchowny katolicki. Jest patronem kleryków i kapłanów Archidiecezji Krakowskiej.

## Życiorys

### Młodość
Jego rodzice posiadali gospodarstwo rolne, ojciec był też szewcem. Ukończył gimnazjum w Nowym Targu a w 1926 wstąpił do Wyższego Seminarium Duchownego Archidiecezji Krakowskiej. Studiował teologię na Uniwersytecie Jagiellońskim. Święcenia kapłańskie otrzymał 1 lutego 1931 w kościele św. Anny w Krakowie.
Ks. Piotr pracował jako wikariusz w parafiach: Pobiedrze – dziś Paszkówka (1931–1932), Sucha (1932–1935) oraz Zakopane (1935–1941). W Zakopanem pełnił obowiązki katechety w Gimnazjum i Liceum im. Oswalda Balcera, był spowiednikiem sióstr albertynek i był zaangażowany w pracę społeczną.

### Lata okupacji
W czasie wojny działał w ZWZ pod pseudonimem „Jordan”. Wraz ze swym bratem Stanisławem prowadził nasłuch radiowy i redagował komunikaty. Został aresztowany 10 maja 1941 i poddawano go przesłuchaniom w katowni Podhala „Palace”. Przetrzymywano go w więzieniu w Tarnowie, a w grudniu 1941 został przewieziony do niemieckiego obozu koncentracyjnego KL Auschwitz. Otrzymał numer obozowy 24 529 i został włączony do komanda „Rajsko” pracującego przy przygotowywaniu terenu pod budowę fabryki IG Farben „Buna Werke”. Razem z nim pracował administrator parafii w Białym Dunajcu, ks. Władysław Puczka, który dał świadectwo o jego śmierci.
Skazano go na śmierć w lutym 1942. W Niedzielę Palmową zwierzył się księdzu Puczce, że kapo zapowiedział mu na Wielki Tydzień drogę krzyżową. Zmarł z kłodą na ramionach 3 kwietnia 1942 r. w Wielki Piątek, żegnając się ze swoim przyjacielem: Do widzenia w niebie! Ciało spalono w krematorium obozowym. Został beatyfikowany razem ze 108 innymi męczennikami II wojny światowej 13 czerwca 1999 roku przez papieża Jana Pawła II.

### Patronat
Ks. Piotr Dańkowski jest patronem kleryków i kapłanów Archidiecezji Krakowskiej.

### Pamięć
Imię bł. Piotra Dańkowskiego nosi Zespół Szkół w Jordanowie.